# Хейзен (аэропорт)
Региональный аэропорт округа Мерсер, в прошлом известный как Муниципальный аэропорт Хейзен (англ. Mercer County Regional Airport), (ИАТА: HZE, ИКАО: KHZE, FAA LID: HZE)) — государственный гражданский аэропорт, расположенный в 1,6 километрах к востоку от города Хейзен (Северная Дакота), США.

## Инфраструктура
Региональный аэропорт округа Мерсер занимает площадь в 81 гектар, расположен на высоте 552 метров над уровнем моря и эксплуатирует одну взлётно-посадочную полосу:
- 14/32 размерами 1524 х 18 метров с асфальтовым покрытием.

Аэропорт обслуживает рейсы авиации общего назначения, находится в собственности округа Мерсер и обеспечивает воздушные перевозки городов Хейзен, Голден-Валли, Пик-Сити, Стантон и Зап.